# Suddivisioni della Finlandia

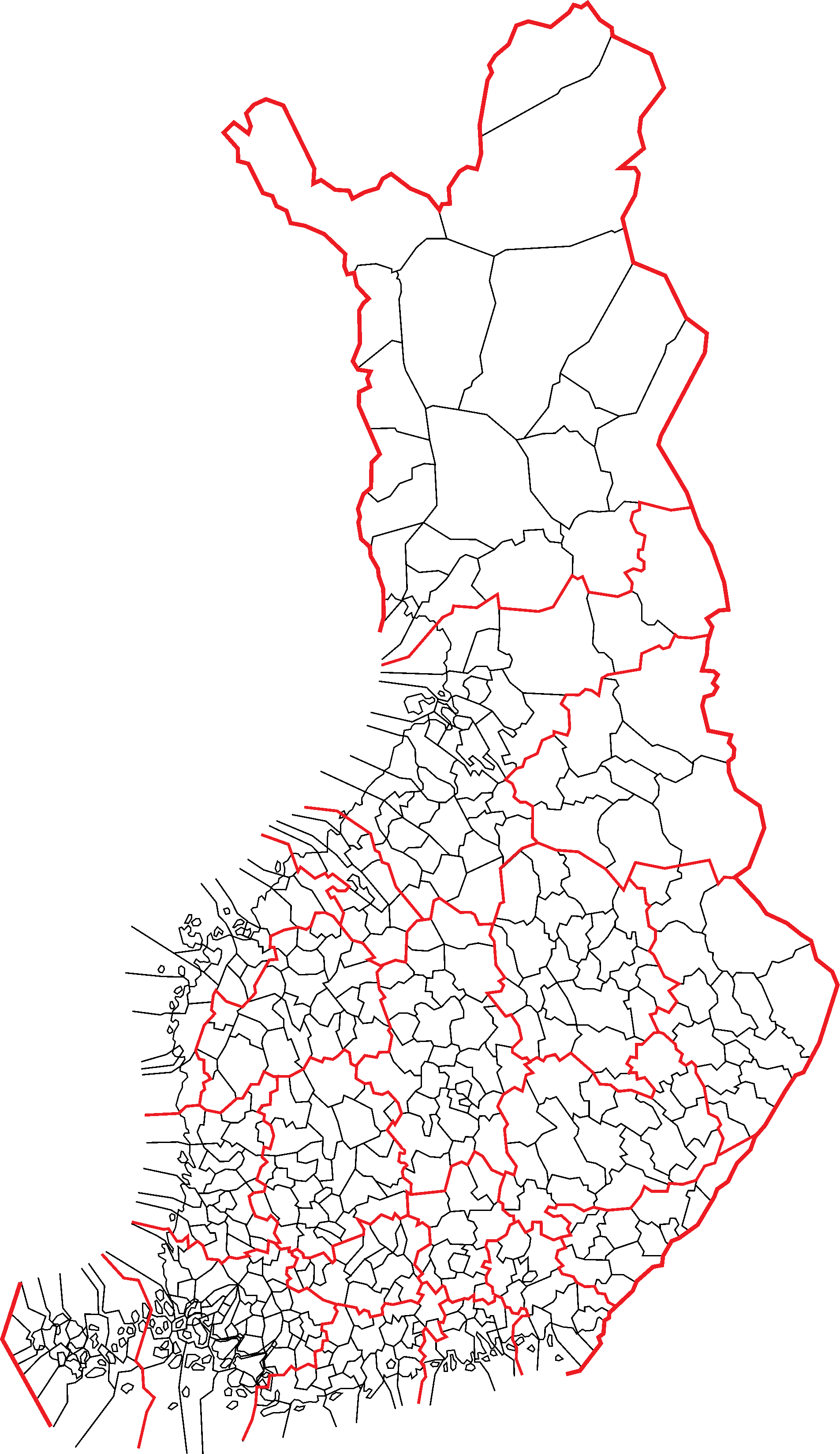
Suddivisioni amministrative della Finlandia al 2008. I confini rossi corrispondono alle province, quelli neri ai comuni

A livello amministrativo la Finlandia è suddivisa come segue: 
- 6 prefetture regionali (in finlandese  aluehallintovirasto) più il governatorato speciale delle isole Åland,
- 19 province (in finlandese maakunta, in svedese landskap) a fini statistici ripartite in 69 distretti (in finlandese seutukunta, in svedese ekonomisk region),
- le province sono suddivise in 308 comuni (in finlandese kunta, in svedese kommun).

Storicamente l’amministrazione della Finlandia non era altro che una parte di quella più generale della Svezia. Le province storiche della Finlandia (in finlandese maakunnat o provinssit – singolare maakunta o provinssi, in svedese landskap) nulla erano se non le province storiche della Svezia su quello che oggi è il territorio finlandese. Ugualmente, le contee della Finlandia esistite dal Seicento e per quasi quattro secoli, furono le contee della Svezia che si preservarono anche dopo che la Finlandia divenne prima russa e poi indipendente.
Tutte le classificazioni regionali sono riassunte nella seguente lista:
- NUTS-1: Finlandia continentale e isole Åland
- NUTS-2: Grandi regioni NUTS senza applicazione amministrativa
- NUTS-3: Province
- LAU: Comuni

## Storia
Fino al 2007 la Finlandia è stata suddivisa anche in 90 distretti giurisdizionali (in finlandese kihlakunta, in svedese härad), che costituivano la rappresentanza giudiziaria locale dello stato e coordinano attività come l'ordine pubblico, la giustizia, il notariato pubblico, i censimenti economici e della popolazione.
Fino alla fine del 2009, inoltre, vi erano sei grandi contee (in finlandese lääni, in svedese län), poi abolite e sostituite da sette regioni statali. Già nel 1998 le contee erano state ridotte da 11 a 5 (più la provincia autonoma delle isole Åland), applicando una serie di fusioni. A partire dal 1º gennaio 2010 le 19 province già esistenti divennero la prima unità amministrativa della Finlandia. Dopo l'abolizione delle contee nel 2010 sono stati istituite sette agenzie amministrative regionali dello Stato, allo scopo di supportare le province nella fase di transizione. Dal 1º gennaio 2023 sono state istituite 21 contee di servizi di welfare (in finlandese hyvinvointialue, in svedese välfärdsområde), suddivise su base regionale e col compito di gestire i servizi sanitari, socio-assistenziali e di soccorso.
Al 2025 il numero dei comuni è 308, dei quali 292 nella Finlandia continentale e 16 nelle isole Åland. Il numero dei comuni è in progressiva riduzione, viste le continue fusioni tra comuni.
Le entità con potere amministrativo decentralizzato sono solo le province e i comuni. Le decisioni vengono infatti assunte a livello statale o a livello comunale. I livelli intermedi hanno alcuni poteri e competenze in tema di sanità e pianificazione.
Tra il 2005 e il 2012 è stato attivo, a titolo sperimentale, un consiglio regionale eletto dagli abitanti nella Kainuu; al termine del 2012 i compiti che svolgeva sono stati trasferiti agli enti municipali.